# 杜昌文
杜昌文（1957年5月—），男，汉族，山东嘉祥縣人，中华人民共和国政治人物。1976年1月加入中国共产党。山東省委黨校經濟管理專業業餘研究生班畢業，山東省委黨校在職研究生學歷。

## 生平
1975年參加工作，成為嘉祥县农业学大寨工作队队员，此後曾在嘉祥县满硐、万张公社出任公職，其間曾經在山东农业机械化学院干修科學習，1984年任嘉祥县委常委、縣共青團委員會書記，1984年至1988年任济宁团市委副书记，1988年至1989年任中國共青團濟寧市委員會書記；1989年至1993年任济宁市教育局局长，1993年1月至1997年12月任中共金乡县委书记。
1997年12月至2000年11月任中共菏泽地委副书记、行署副专员，2000年11月菏泽改為地級市後任市委副书记、副市长，2002年12月任菏泽市委副书记、市人民政府市長，2006年3月至2009年3月任山东省文化厅厅長，2009年3月至2013年3月任山东省水利厅党组書記、廳長，2013年3月接替許立全任中共潍坊市委书记，並於2014年2月當選濰坊市人大常委会主任。
2017年1月21日不再擔任中共濰坊市委書記，2017年5月4日，山東省人民政府聘任杜昌文为山东省人民政府参事。